# Округ Турку Нумми-Халинен
Округ Турку Нумми-Халинен (фин. Nummi-Halinen, швед. Nummisbacken-Hallis) — территориальная единица города Турку, включающая в себя 8 районов в северо-восточной части города.
Первоначально округ назывался Коройнен (фин. Koroinen, швед. Korois) и включал в себя 5 районов. Численность населения округа Коройнен составляла 10 419 человека (2004) из которых пользовались финским языком как родным — 83,01 %, шведским языком — 5,42 %, другим языком — 12,77 %. В возрасте моложе 15 лет числилось 14,76 %, а старше 65 лет — около 11,57 %.
После реформирования, округ получил название Нумми-Халинен, а число районов в нём увеличилось до 8.

## Районы
В настоящее время в состав округа входит 8 районов города.
| Русское название | (на финском) | (на шведском) |
| Итяхарью         | Itäharju     | Österås       |
| Коройнен         | Koroinen     | Korois        |
| Кохмо            | Kohmo        |               |
| Курала           | Kurala       |               |
| Нумми            | Nummi        | Nummis        |
| Орикето          | Oriketo      |               |
| Рянтямяки        | Räntämäki    |               |
| Халинен          | Halinen      | Hallis        |